# Paracytospora salicis
Paracytospora salicis är en svampart som beskrevs av Petr. 1925. Paracytospora salicis ingår i släktet Paracytospora, divisionen sporsäcksvampar och riket svampar.   Inga underarter finns listade i Catalogue of Life.